# Nevitta
Flavius Nevitta war ein römischer Heermeister (magister militum) im 4. Jahrhundert n. Chr.
Nevitta war wie viele spätrömische Offiziere germanischer Abstammung und Heide. Er diente 357 unter dem späteren Kaiser Julian in Gallien und kämpfte dort erfolgreich gegen die Alamannen. 361 wurde er zum magister equitum per Gallias ernannt, war also Kommandeur der Reitertruppen im gallischen Sprengelkommando. Dies kann als Belohnung für Nevittas treue Dienste gegenüber Julian angesehen werden. Als Julian gegen Kaiser Constantius II. mobilmachte, kommandierte Nevitta die mittlere Heeresgruppe; Constantius starb jedoch, bevor es zum Kampf kam, sodass Julian ohne größere Schwierigkeiten seinem Verwandten als Kaiser nachfolgen konnte.
Nevitta war Mitglied des „Sondergerichtes“ in Chalkedon, das Anhänger des verstorbenen Kaisers „aussieben“ sollte. 362 bekleidete Nevitta gemeinsam mit Claudius Mamertinus das prestigeträchtige Konsulat und begleitete im folgenden Jahr Julian auf dessen Persienfeldzug, der in einer Katastrophe endete: Das römische Heer wurde von den Persern abgedrängt, am 26. Juni 363 starb Julian aufgrund einer Kampfverletzung.
Bei der nachfolgenden Kaiserwahl – diese fiel einem Offizierskollegium zu, das aus Nevitta, Victor, Dagalaifus und Arinthaeus bestand – sprach er sich gegen den Gardeoffizier Jovian aus, der jedoch schließlich zum neuen Kaiser proklamiert wurde, woraufhin Nevitta aufgrund seines Widerstands aus dem Militärdienst ausscheiden musste.